# Kwagunda
Kwagunda è una circoscrizione rurale (rural ward) della Tanzania situata nel distretto di Korogwe, regione di Tanga. Conta una popolazione di 8 924 abitanti (censimento 2012).